# Eupulmonats
Els eupulmonats (Eupulmonata, gr. "pulmonats veritables") són un superordre de gastròpodes heterobranquis que inclou, entre d'altres, els caragols i llimacs terrestres. Es caracteritzen per haver desenvolupat un pulmó que els permet respirar oxigen atmosfèric.

## Taxonomia
El superordre Eupulmonata és un grup molt ampli que inclou 23.821 espècies en tres ordres:
- Ordre Ellobiida
- Ordre Stylommatophora
- Ordre Systellommatophora